# لطفي سلامي
لطفي سلامي هو لاعب كرة قدم تونسي في مركز الدفاع، ولد في 26 ديسمبر 1978 في القيروان في تونس. لعب مع النجم الرياضي الساحلي.

## وصلات خارجية
- لطفي سلامي على موقع قاعدة بيانات كرة القدم.إي يو (الإنجليزية)
- لطفي سلامي على موقع ناشيونال فوتبول تيمز (الإنجليزية)